# 蒼穹のエンゲージ
蒼穹のエンゲージ（そうきゅうのエンゲージ）は、テーブルトークRPG(TRPG)『ナイトウィザード』のリプレイ作品。ファミ通文庫の公式サイト「FB Online」にて2010年1月から5月まで連載され、同年10月に、続編で書き下ろしの「真実のディスエンゲージ」と合わせて文庫化された。
本事項では「真実のディスエンゲージ」についても記述する。以下の記述で「第一話」は「蒼穹のエンゲージ」、「第二話」は「真実のディスエンゲージ」を指すものとする。またリプレイ題については『』括りは書名、「」括りはリプレイそのものの題を示す。
リプレイ執筆は齋藤幸一。イラスト担当は石田ヒロユキ。

## 概要
『ナイトウィザード The 2nd Edition』の新たな敵である「冥魔」を描いて来たそれまでの流れを汲み、「2ndにおけるウィザード達」に視点をおいた物語となっている。PC4人のうち3人は第八世界の守護者の直属部隊「ロンギヌス」のメンバーであり、『ナイトウィザード』と世界観を共有する『セブン＝フォートレスV3』のサプリメント『セブン＝フォートレス パワード』収録のシナリオに初登場して以来、初めてロンギヌスという集団そのものに焦点が据えられた作品でもある。ただし、同様のコンセプトのリプレイとしては、「ソウルアーツ」収録のリプレイ「天の光は全て星」が先行。
第一話の進行過程ではファンブック『ブルーム・メイデン』の制作も進んでおり、メディア上での公開は本リプレイが先だが、作品上の時系列では、『ブルーム・メイデン』に収録されたリプレイ及び「グリムゲルデの仮面」ボイスドラマ「シュヴェルトライテの槍」の直接の続編に当たる。
ゲームマスターは齋藤幸一。プレイヤーはF.E.A.R.の菊池たけし、田中信二、大畑顕と声優の大竹みゆ。

## あらすじ
特務機関ロンギヌスに所属するテストパイロット・雨宮砕は、冥魔の襲撃を受ける基地の中で、ひとりの少女との再会を果たす。訓練生時代のライバルだった彼女は、試作型の箒「ヴァルキューレ01」を奪って逃亡した。彼女を追う砕は、残されたもう一本の箒「ノートゥング」を駆り、空を駆ける。取り戻すのは、奪われた箒か。己の誇りか。それとも……？

## 登場人物

### プレイヤーキャラクター
プレイヤーによって操作するキャラクター。PC。名前の横にカッコで記述されているのはプレイヤー名である。ウィザードクラス及びスタイルクラスの横のレベルは第1話開始時のもの。総合レベルは1である。
属性についてはスラッシュをはさんで左側が第一属性、右側が第二属性となる。PC番号はスラッシュを挟んで左が「蒼穹のエンゲージ/真実のディスエンゲージ」、右が「星空のラストリゾート」時のもの。
なお、各キャラクターの総合レベルは1である。
雨宮 砕（あまみや さい、大畑顕）
ウィザードクラス：異能者 1Lv
スタイルクラス:キャスター 0Lv
PC番号：PC1/PC2
属性：〈水〉/〈天〉
ロンギヌス魔導具評価試験隊付試験飛行隊第07号班の新入りである箒乗りの青年。19歳。
とある事故で死にかけた所をアンゼロットに救われたのだが、その際にかかった治療費が借金になったため、返済のためロンギヌスで活動している。クールかつ現実的な性格。技術的には未熟で荒削りな部分があるが、その飛行は、見る者に「翼があるのか」と錯覚させるほど流麗。
訓練生時代はA2にまったく勝てず、対抗心を抱いているが敵意などはなく、当人は友人だと思っている。素質はかなりのもので空間認識能力も高いのだが、空中をテリトリーとする箒乗りにもかかわらず致命的なまでの方向音痴という最悪の欠点がある。そのため、一人で行動すると基地の中で迷う、行き先を間違えるは日常茶飯事で、極端な例になると自室にも戻れない。
「空を飛ぶ」ということに恋情に近い思いを抱いており、「空でこそ自由になれる」という独特なスタンスを持つ。
町方の事件の最中にヴァルキューレ・シリーズの2号機「ジークフリート」（この時点では開発コードで呼ばれていた）に適合、以後この箒を愛機として活動している。「魔法使い」のポジションである「キャスター」でありながら、真っ先に敵陣に切り込むのが役目。箒乗りではあるが、本人は「空を飛ぶこと」が最優先であり、極論、箒はジークフリートでなくともいいらしい。
茜月 古都(あかねづき こと、大竹みゆ)
ウィザードクラス:使徒 1Lv
スタイルクラス:ヒーラー 0Lv
PC番号：PC2/PC3
属性:〈冥〉/〈地〉
京都・茜山神社の一人娘。16歳。
神社の伝説にある天女の血を引いている。神楽を代々伝えている家系であり、それによって自身の中にとあるエミュレイターを封じている。
着物を着用し、おっとりとした性格の大和撫子。A2や砕とは親友同士だが、当人の性格上三角関係にまでは発展していない。いずれ封印を受け継ぐ時に備え、修行の一環として箒の訓練課程に入った経緯がある。知っている人を「～様」と呼ぶ。
2話では事実上の主役を務め、PCが全滅の危機に陥る中、敵ボスへのトドメを見舞って窮地を脱する、という大活躍を見せた。
プレイヤーの大竹はアリアンロッド・サガでプレイヤーとして参加しており、担当キャラであるピアニィのイメージが強かったせいか、あちらこちらで「殺意」や「戦闘意欲」がネタにされていた。
第二話では封じられている冥魔の正体が明らかになる（シナリオの開始時点で封印は古都に受け継がれていた）。それは、A2の箒に封じられている冥魔の半分であり、レオガルスはこれを狙っていた。
サクラ＝ヴァンスタイン（田中信二)
ウィザードクラス:箒騎士 1Lv
スタイルクラス:アタッカー 0Lv
PC番号：PC3/PC1
属性:〈風〉/〈地〉
ドイツの名門・ヴァンスタイン家出身のウィザード。くれはの従姉妹でもある。12歳。
ロンギヌス魔導具評価試験隊付試験飛行隊第07号班の戦闘部隊「ファイアフライ」の隊長を務める。
実際は総合レベル10のベテランだったのだが、小隊長に任命されるにあたり、くれはが振る舞った「柊印の下がるお茶」で1レベルまで下げられてしまった経緯がある。どら焼きが好き。
魔術師の家系であるヴァンスタイン家において、前衛を担当する派閥の一員だが、本人は「魔法少女」を自称している(ナイトウィザードは「魔法使い」なので、一応間違ってはいない)。ランス型の試作型箒「シュヴェルトライテ」を駆り、小隊の攻撃要員として活躍……するはずが、第一話ミドルフェイズの戦闘でファンブルを二連発し、セッション最初の戦闘の1ラウンド目の冒頭で戦闘不能という大失敗をやらかしてしまった。また、第2話のクライマックス戦闘でも異常な頻度でファンブルを連発、一行を窮地に追い込んでしまった。突撃戦法を得意とすることから「ミサイル」とあだ名されている。
平賀 十蔵(ひらが じゅうぞう、菊池たけし)
ウィザードクラス:錬金術師 1Lv
スタイルクラス:ディフェンダー 0Lv
PC番号：PC4/PC4
属性:〈地〉/〈地〉
箒メーカー・ミーゲ社所属の技師。40歳。
ヴァルキューレ・シリーズの開発者。先輩技師であった町方の非道な実験を人道的な観点から見逃せず、くれはに告発。その後釜としてシリーズのテストに参加していた。自爆装置を「ロマン」と言い張る、要所要所で危険な発言が飛び出すなど、アクの強い性格。紛れもないマッドサイエンティストだが、科学者としての良心を捨てた事はない。
元々は「カミソリ十蔵」の異名で呼ばれた箒乗りで、その経験から出向の形でロンギヌスに入り、ファイアフライ小隊に配属されることとなる。また、砕の債権の一部を差し押さえている。
イラストは白衣にスーツと、とても戦闘員には見えない風貌だが、第一話のクライマックスではディフェンダーとしての役割を遺憾なく発揮し、パーティの壁となって戦った。任務終了後は技師に戻り、箒の調整や開発を相変わらず続けている。後にサクラにより、正式にファイアフライへとスカウトされている。
名前の由来は大正時代に日本海軍で活躍し、後に東京帝国大学総長も務めた船舶工学者・造船技師の平賀譲。

### ノンプレイヤーキャラクター
GMが操作するキャラクター。NPC。

#### ナイトウィザード
A2（エーツー)
砕、古都の同期生である人造人間。町方の命令を受けてロンギヌス魔導具評価試験隊の基地を強襲、ヴァルキューレ01を強奪して逃亡した。その全ては町方の命令によるものであり、彼が戦死した後もあくまで道具としての己を貫いて抵抗したため、彼女を止めようとする砕に撃破される。しかし、古都によって救われ、以後は同基地に配属された。砕に対しては特別な感情を抱いているのだが、当人は未だはっきりと自覚していない。箒乗りとしての腕は相当なレベルで、訓練生時代は砕に全勝している。
その開発目的は、ヴァルキューレ・シリーズの「人工適格者」の第一号体である。「A2」の名前は開発コードのようなものなのだが、当人が他に名前を言わないため、これで通っている。
町方 敦史(まちかた あつし)
十蔵の先輩に当たる箒技師で、ミーゲ社所属。A2の開発者。ヴァルキューレ・シリーズの主任開発者であるが、非人道的な実験を繰り返したために十蔵に密告され、ロンギヌスに拘束される。しかし、後にA2の助けを得て脱出、己の力を認めさせるべく彼女を使って行動。くれはの乗るミスリルスターを撃墜しようと狭界に出るが、ファイアフライ小隊に追いつかれ、交戦。サクラに撃墜され、死に際に正気を取り戻して散った。
第二話で、冥魔の洗脳を受けていたことが判明し、僅かながら名誉回復がなされた。なお、離婚した妻との間に娘が二人いる。
アルフレッド＝バートレット
ロンギヌス魔導具評価試験隊付試験飛行隊隊長。砕達の上官に当たる。質実剛健を絵にかいたような性格で、任務に忠実な性質。だが、普段は隊長室でパターゴルフをしているという妙な習慣がある。
第二話で砕と古都の追撃命令をサクラと十蔵に下したが、実は冥魔の意識操作を受けている状態であり、撃退されたことで正気に戻った。
レオ＝クルーゼ
ロンギヌス情報部所属のウィザード。第二話のキャラクター。本人は登場していないが、レオガルスが偽名としてその名を騙っていた。
溜まった休暇を消化している所だったが、サクラがいぶきに連絡をつけている所に現れ、それがきっかけで真相解明に繋がった。
酒匂いぶき
サクラの友人のウィザード。「グリムゲルデの仮面」からのゲスト出演。この時点ではロンギヌス情報部に属しており、サクラのもとに近況報告に訪れていた。
赤羽くれは
第八世界の守護者代行。第一話冒頭で町方を拘束するため自らロンギヌスを率いてミーゲ社に乗り込むが、それを町方に逆恨みされ、狭界歴訪中に命を狙われることになる。

#### 裏界の魔王
ベール＝ゼファー
“蝿の女王”の二つ名を持つ、裏界の大魔王。今回は敵としてではなく、助言者として登場。
第一話ではアルフレッドの秘書「飛田 鈴」として登場。第二話でようやく正体が明らかとなったが、レオガルスの意識操作に引っ掛かって表界に出られなくなってしまった。そのため、砕を自分の空間に引っ張り込み、時間稼ぎのために古都を殺すよう指示するが即答で断られる。その際、「冥魔を倒し、仲間を助ける」と言い切った彼に任せる形で手を引いた。

#### 冥魔
レオガルス
第二話の大ボス。冥刻王メイオルティス配下の四天王の一人。
人の意識を操る刻印を使い、搦め手を得意とする。この刻印は洗脳や意識の改変などとは違い、「刷り込んだ方向性を当然と受け取るようになる」ものである。対象者を瀕死に追い込むことで解ける。しかし、効果がなくなっても対象者には記憶が残るため、人間関係そのものを破壊しかねない単純かつ悪辣な効果を持つ。
独特の美意識を持っているが、冥魔故にそのセンスは人間とは大きく異なり、歪んでいる。
暗躍の目的は、古都の封じている冥魔とA2の箒の中枢である冥魔を融合・復活させてメイオルティスに献上することであった。
当初は古都の兄貴分「レオ＝クルーゼ」という偽りの素性で登場し、最初に古都に刻印を貼り付けることで疑われないようにしていた。しかし後に、ベルから真相を聞かされた砕に出くわしたことで本性を現し、戦闘に陥る。相手の認識を操作して操る、という能力でPCを窮地に追い込んだが、古都の放った一撃で倒された。

### その他の登場人物・用語など
ノートゥング
砕の駆る箒。当初は何らの能力も持っていなかったが、後に覚醒した事で驚異的な機動力を獲得する。「ノートゥング」は開発コードであり、真名は「ジークフリート」。あらゆる障害を無視出来る絶対突破能力「恐れを知らぬ英雄」を持つヴァルキューレシリーズの番外機。ブリュンヒルデの姉妹機に当たる。
なお、第一話において砕はノートゥングとしてGMからプリプレイにて与えられたイージィブルームを使っており、「箒の（データとしての）性能はそのまま」とGMから言われたことで箒を折ってポイ捨てしようとした（無論冗談ではあるが）
その後、第二話においては成長時にウィザーズワンドを常備化し、「俺のジークフリートにデータがついた」と称していた。
ヴァルキューレ・シリーズ
ドイツの箒メーカー（表向きは電気掃除機メーカー）・ミーゲ社が開発した試作型箒。全9機。
箒と乗り手の感応性を重視した設計になっており、そのため乗り手を選ぶ。
その開発は難航し、素性を隠して主任設計者の町方に接触した冥刻四天王・セオキルスが持ち込んだ超古代の箒「オーディン・スフィア」の破片をコアとすることでロールアウトにこぎつけた。セオキルスの目的はヴァルキューレ・シリーズを用いて破片に封じられた9柱の冥魔を孵化することにある。孵化の前兆として、乗り手は頻発する頭痛に見舞われることが「グリムゲルデの仮面」で判明している。
ヴァルキューレ01
A2の駆る箒。ヴァルキューレ・シリーズの1号機で、真名は「ブリュンヒルデ」。身体能力を増強する外部ユニットと、炎の防御壁「ローゲの炎」を展開する能力を持つ。中枢になっている冥魔は、古都が封じている冥魔の片割れ。
シュヴェルトライテ
サクラの駆る箒。ヴァルキューレ・シリーズの5号機で、ランスの形状をしている。圧倒的な加速力と近接打撃力を有する。また、「マジカルパンツァーモード」なる攻撃形態があるらしいが詳細は不明。名は「剣の王」を意味する。
グリムゲルデ
いぶきの駆る箒。ヴァルキューレ・シリーズの9号機。高い汎用性を持った浮遊魔導砲台を内蔵している。「グリムゲルデの仮面」で、いぶきを依り代として冥魔が孵化しかけたことがある。「蒼穹のエンゲージ」及び「真実のディスエンゲージ」本編には登場していないが、文庫冒頭のカラーページに上述の3機と共に掲載されている。
ロンギヌス魔導具評価試験隊付試験飛行隊第07号班「ファイアフライ」
砕達の所属する部隊。試作型の魔導具の実戦耐久度をテストする魔導具評価試験隊隷下の部隊で、箒のテストパイロットが多数所属している。「真実のディスエンゲージ」において、結成の段階から冥魔が噛んでいたこと、指揮官であるアルフレッドが事件の責任を取って辞職してしまったことなどから解散を余儀なくされたが、サクラの要望で再び編成され、ヴァルキューレ・シリーズのテストを行っている。

## 第二次古代神戦争
『蒼穹のエンゲージ』は、『ナイトウィザード The 2nd Edition』と『セブン＝フォートレス メビウス』を連結する事件「第二次古代神戦争」の一環である。
『蒼穹のエンゲージ』は200X+2年12月の出来事である。「ヴァルキューレ・シリーズを用いて、神話時代の箒『オーディン・スフィア』に封印された9体の冥魔を孵化させ、魔剣アルティシモや七罪の宝玉に代わる冥刻王メイオルティスの力の源泉とする」というセオキルスの計画の度重なる失敗を横目に、同じ冥刻四天王であるレオガルスは、その狙いをヴァルキューレ・シリーズの1号機「ブリュンヒルデ」に絞った。彼は（セオキルスとはおそらく別ルートで）ヴァルキューレ・シリーズの主任開発者である町方敦史に接触、その精神を誘導してブリュンヒルデの孵化を目論んだのだ。しかしこの計画も失敗に終わり、メイオルティスは侵魔の魔王の中でも流動的なスタンスを取るパール＝クールに接触する一方、第三の冥刻四天王・ロナミルスを動かし、ザ・ゲイザーの遺した幻夢神覚醒システムの起動を目論むことになる（ボイスドラマ『タイム・トゥ・セイ・グッバイ』）。